# Juhani Kala
Viljo Juhani Kala (Helsinki, 2 luglio 1934 – Helsinki, 17 ottobre 2014) è stato un cestista finlandese.

## Carriera
Con la Finlandia ha disputato due edizioni dei Campionati europei (1957, 1959).

## Palmarès
- Campionato finlandese: 7

Pantterit: 1952, 1953, 1954, 1955, 1956, 1957, 1959